# Baia di Naama
La baia di Naama (nota con il nome inglese di Naama Bay) è una baia naturale situata sulla costa egiziana del Mar Rosso, all'estremità sud della penisola del Sinai e a pochi chilometri dall'abitato di Sharm vecchia. Ospita il quartiere commerciale e moderno dell'agglomerato urbano di Sharm el Sheikh.
Rinomata per la sua bellissima barriera corallina, è ambita meta turistica, frequentata ogni anno da migliaia di visitatori. Le acque della sua baia sono ideali per fare snorkeling ed immersioni. 
L'ambiente marino di barriera è l'habitat naturale di molte specie di coralli e di pesci, fra i quali  il pesce Napoleone (Cheilinus undulatus), il pesce scorpione (Pterois volitans), oltre a molte specie di pesce chirurgo, pesce farfalla e pesce balestra.
Naama Bay è l'area sul versante egiziano del Mar Rosso con la maggiore densità di alberghi e villaggi turistici, famosa per la sua vita notturna e per i negozi e i centri commerciali che sorgono nei pressi della via principale, il Boulevard Principe del Bahrain.
Naama Bay è stata anche bersaglio degli attentati terroristici del 23 luglio 2005.